# Artur Vestberg
Artur Edvard Vestberg, född 26 juni 1859 i Borgsjö, Västernorrlands län, död 28 juli 1935 i Uppsala, var en svensk läkare, professor och tecknare.
Han var son till ådalsinspektoren Erik Olof Vestberg och Wilhelmina Katarina Elisabet Hallongren och från 1897 gift med Ellen Maria Montgomery. Vestberg blev student vid Uppsala universitet 1880, medicine kandidat där 1886, medicine licentiat vid Karolinska institutet 1892 och medicine doktor vid Uppsala universitet 1898. Redan som medicine kandidat tjänstgjorde han 1888–1893 som laborator i patologisk anatomi vid Karolinska institutet, och uppehöll 1891–1894 delvis en professur i samma ämne där. Han innehade 1896–1924 laboratorsbefattningen i patologisk anatomi vid Uppsala universitet. Han undervisade även i rätts- och statsmedicin och allmän hälsovård vid medicinska fakulteten i Uppsala.
Vestbergs stora skicklighet och erfarenhet togs även i anspråk för flera offentliga uppdrag, bland annat. som kommittéledamot utarbetade han medicinska fakultetens i Uppsala yttrande i äktenskapslagstiftningsfrågan (1911), och var 1911–1920 vetenskapligt råd i Medicinalstyrelsen. Han tilldelades professors namn 1919.
Vid sidan av sitt arbete var han verksam som tecknare och finns representerad med ett porträtt av Frans Wilhelm Häggström i Uppsala universitetsbibliotek.